# Gare de Gevrey-Chambertin
Gare de Gevrey-Chambertin vasútállomás Franciaországban, Gevrey-Chambertin településen.

## Vasútvonalak
Az állomást az alábbi vasútvonalak érintik:
- Párizs–Marseille-vasútvonal

## Kapcsolódó állomások
A vasútállomáshoz az alábbi állomások vannak a legközelebb:
- Gare de Dijon-Ville
- Gare de Vougeot - Gilly-lès-Cîteaux